# Tommaso Salvini: gli inizi

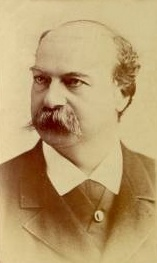
Tommaso Salvini

Siamo negli anni che precedono la prima guerra di indipendenza del 1848
e che seguono i moti del 1820-21 e del 1830-1831.
Il sentimento nazionale ed anti-austriaco è vivo in tutta la penisola; Giuseppe Mazzini nel 1827 ha aderito alla carboneria ed  è in esilio a Marsiglia, nel 1831 ha fondato la Giovine Italia, con una diffusione capillare del programma, il movimento si presenta come un primo partito politico italiano.
Altra figura di spicco è il sacerdote torinese Vincenzo Gioberti, esiliato in Belgio nel 1833,  è l'ispiratore della corrente di pensiero denominata neoguelfismo che nel Del primato morale e civile degli italiani

del 1843 teorizza una Italia unita e confederata sotto la guida papale a differenza di Cesare Balbo più propenso nel vedere la guida della nuova Italia federata nella Casa Savoia.

- Il Regno di Sardegna è governato da Carlo Felice fino al 1831 con Carlo Alberto reggente dal 1821 e re dal 1831.
- Il Regno delle due Sicilie ha Francesco I fino al 1830 a cui succede Ferdinando II.
- Lo Stato Pontificio ha PIO VIII fino al 1830, Gregorio XVI fino al 1846 a cui succede PIO IX
- Il Regno del Lombardo-Veneto con Francesco I fino al 1835 a cui succede Ferdinando I.
- Il Granducato di Toscana ha dal 1824 Leopoldo II, di fatto unico stato non toccato dai moti rivoluzionari[3]

## Compagnia Goldoni
Nella compagnia Goldoni diretta da Francesco Augusto Bon, Giuseppe Salvini chiede spesso al figlio Tommaso di coprire piccole parti, ma quest'ultimo rifiuta sempre.
Nel 1842, a quattordici anni accetta e debutta come Pasquino ne Le donne curiose di Goldoni a Forlì, se si fosse rifiutato lo spettacolo non sarebbe potuto andare in scena.
Impara la parte dell'attore ammalatosi poco prima in tre ore ed entra in scena a metà del primo atto, la prima battuta è
«Presto. Andemo a tavola, che l'è qua el padron»
con i primi applausi e le prime risate acquisisce sicurezza e da quel giorno vuole sempre andare in scena; oltre a sostituire nel Pasquino per tutta la stagione altre occasioni non mancano.
Giuseppe Salvini, per aiutare il figlio nel percorso di crescita teatrale, nel 1843 decide di rinunciare al ruolo di primo attore per entrare come secondo attore nella compagnia di Gustavo Modena.

## Compagnia Gustavo Modena

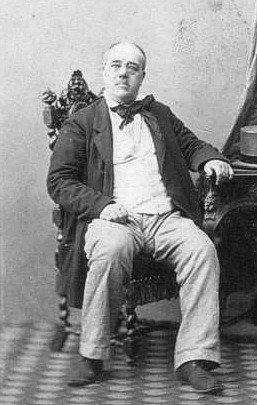
Gustavo Modena

La scrittura con Gustavo Modena prevede un compenso di 3000 lire austriache più 400 una tantum,

per Tommaso è la prima scrittura, seppur a titolo gratuito, come riportato nella lettera da Gustavo Modena a Giuseppe Salvini
«...Il figlio non avrà diritto alcuno a pretendere tale o tal altra parte. Si obbliga, sempre per sé e figlio a vestire del proprio convenientemente alle parti affidate, e seguendo esattamente le prescrizioni del Direttore...» è qui che altre fonti collocano l'esordio.
Il contratto, per la stagione 1843 1844 inizia da Padova e garantisce a Giuseppe Salvini «la prima parte seria» quando non recita il Modena e il pagamento dei viaggi, lo impegna a non avere animali con sé, ad assistere a tutte le prove fino alla fine e alla sostituzione di qualunque attore indisponibile.
Nella compagnia fanno parte: Giacomo Billi, Augusto Lancetti nipote del Modena, Antonio Massimi e Angela Botteghini oltre un gran numero di giovani tra cui Carlo Romagnoli, Fanny Sadowsky e Gaetano Vestri figlio di Luigi Vestri.
Il Modena lo sottopone, come già fatto con Gaetano Vestri e gli altri giovani, ad un esame che consiste nell'imparare ed interpretare a memoria il racconto di Egisto a Polifonte della Merope di Vittorio Alfieri.

L'esordio è con il personaggio del moretto, un servitore muto, nella Calunnia, si presenta ancor più motivato all'esame del Modena e l'approvazione è «Tò un baso. Gò trovà el mio omo»
da questo momento inizia ad avere parti fisse e di spessore nelle tragedie in cartellone, di fatto recita tutte le sere.

La compagnia si sposta a Venezia e successivamente a Milano al Teatro Re, entra nella compagnia la giovane Fanny Sadowsky e proseguono per Firenze al Teatro del Cocomero dove il Modena chiede di non mettere i nomi in cartellone essendo in gran parte sconosciuti.

L'anno successivo (1844), Carlo Romagnoli, lascia la compagnia e Salvini ha tutte le parti di primo attor giovane tra cui la parte più desiderata da tutti i giovani, il David nel Saul.
La compagnia è a Palmanova quando il padre si ammala gravemente, costretto dal padre che deve restare a Palmanova, segue la compagnia a Cremona.

Nello stesso anno (1844) il padre muore, il Modena gli assegna una paga di 3 svanziche al giorno e in un paio di occasioni un premio di un tallero, questi soldi gli serviranno ad iniziare a saldare le 3000 svanziche di debiti del padre contratti principalmente verso sarti.

Per diversi anni frequenta accademie di scherma e ballo, come abitualmente il Modena richiedeva ai suoi artisti, Salvini, che gradiva particolarmente le attività ginniche divenne un buon schermitore, abilità che sarà utile non solo sulla scena.
Nel 1845 per un episodio (legato ad una parrucca), di fatto di poco conto nella sostanza, ma che lo colpisce intimamente, lascia la compagnia.
Giuseppe Salvini aveva visto giusto, la compagnia di Gustavo Modena innovativa nei metodi e nella disciplina dei ruoli; insistendo sul carattere del personaggio, quando e dove il personaggio aveva vissuto, non cercare ad ogni costo l'applauso con virtuosismi ed esagerazioni e soprattutto nel lasciare spazio ai giovani (la sua compagnia è soprannominata "la compagnia dei putei"

obbligato in parte anche dalle ristrettezze economiche) per poi con una ferrea disciplina riportarli nei confini del ruolo; sarà parte fondamentale nel formare il Grande Attore Tommaso Salvini.

## Compagnia Reale dei Fiorentini di Napoli
Nel 1845 al termine della stagione lascia la compagnia di Gustavo Modena che lo sostituirà con un altro giovane promettente Ernesto Rossi

ed entra nella Compagnia Reale dei Fiorentini di Napoli diretta da Giovanni Battista Prepiani con una scrittura di tre anni come primo e secondo amoroso con una paga di 2400 lire austriache di cui mille all'anno sono destinate a saldare i debiti del padre.

Obbligato a fermarsi a Livorno dalla rosolia, assiste per la prima volta alle recite di Adelaide Ristori e ne rimane folgorato, sia dalla bravura che dalla bellezza.

L'esperienza napoletana non lo soddisfa, gli vengono assegnate parti minori, l'unica che ricorderà con successo è la parte di Annio ne La clemenza di Tito di Metastasio.
Le modalità innovative acquisite con il Modena non erano ben accolte in compagnia, dove si cercava una recitazione più di maniera e si cercava l'applauso, l'esatto opposto della compagnia da cui proveniva.
Salvini come tutti i giovani attori non riscuote il favore del pubblico napoletano, abituato alle interpretazioni consolitate.
Questa è la principale motivazione che spinge il sedicenne Salvini a rompere il contratto triennale e lasciare dopo un anno la compagnia.

A suo giudizio la compagnia era troppo legata al contesto napoletano, a tal punto da non potersi confrontare nel resto della penisola senza esporsi a critiche e censure.

## Compagnia Coltellini Domeniconi

Il teatro Valle nella Roma degli anni cinquanta

Terminata la stagione, con l'aiuto dell'amico Lorenzo Piccinini si svincola dalla Compagnia Reale dei Fiorentini di Napoli e per la stagione 1846 1847 si unisce alla compagnia Coltellini Domeniconi appena formata da Gaetano Coltellini e Luigi Domeniconi quest'ultimo in uscita dalla compagnia Reale Sarda.

Entra con i ruoli di primo attor giovane e primo amoroso la paga è di 3000 lire toscane con le quali salda i debiti del padre. Fanno parte della compagnia, il fratello Alessandro con il ruolo di secondo amoroso, che aveva lasciato gli studi di Belle Arti, il primo attore Antonio Colomberti, la prima attrice Carolina Santoni, Amilcare Belotti e Gaetano Coltellini.
La stagione inizia a Bergamo, l'ambiente lo soddisfa, viene alle mani con il suggeritore quando ritiene che quest'ultimo gli abbia mancato di rispetto. L'irruenza di Salvini, in particolare per queste motivazioni, è un tratto marcato del suo carattere che lo contraddistinguerà nella vita come sulla scena.

Un episodio dell'epoca è esplicativo del suo coinvolgimento sulla scena così come è riportato nella biografia scritta dal nipote Celso Salvini relativo alla scena in cui il personaggio interpretato da Tommaso si uccide con una pugnalata al cuore:
«... L'arma che Tommaso adoperò non aveva né punta né taglio, naturalmente; ma il colpo nell'impeto della finzione, fu così violento da traforargli la giubba di velluto, una camicetta a piccole pieghe inamidate e la maglia di seta che teneva sul corpo, e da penetrargli in mezzo a due costole di un buon pollice ...»
Lo spettacolo fu interrotto e dovette stare lontano dal palco per una settimana.
A Roma il 17 giugno 1846 viene eletto Papa Pio IX, Papa di idee progressiste e liberali, riferimento per tutti gli anti-austriaci, emette ben presto disposizioni per l'amnistia per i reati politici ed allenta, quasi completamente, la censura preventiva.
Con la nuova stagione la paga è salita a 3500 lire toscane più due mezze beneficiate,

Con la quaresima del 1847, la compagnia è a Siena e si prepara alla nuova stagione, hanno lasciato la compagnia i primi attori Antonio Colomberti e Carolina Santoni, ed è entrata Adelaide Ristori.
Gli sono assegnate trentasei parti, sarà a fianco di Adelaide Ristori, questo, come l'apprezzamento dimostrato dal Domeniconi lo motivano ancor di più. Tutte le mattine esce all'alba da Porta Camollia ripete le parti fino al punto di non aver bisogno del suggeritore,

questa sua capacità a memorizzare le parti non era comune all'epoca, l'elevato numero di parti e lo scarso tempo a disposizione faceva sì che gli attori normalmente si appoggiavano al lavoro del suggeritore, in tal senso era una eccezione.
Nella compagnia fanno parte anche Giacomo Glech, Amilcare Belotti, Lorenzo Piccinini, Anna Job ed Eugenia Dreoni.

La compagnia arriva al Teatro Valle di Roma, nonostante i tentativi di dissuaderlo, sceglie per la sua beneficiata l’Oreste di Alfieri, un'opera con forte connotazione politica e con messaggi facilmente riferibili allo spirito patriottico tanto vivo in quel momento e che di li a poco sarebbe sfociato nella prima guerra di indipendenza; a questo si deve aggiungere il fatto che l'Oreste era assente dalla scena romana da diversi anni dopo i successi avuti da Antonio Lombardi.
In questa occasione, nella parte di Oreste accanto ad Adelaide Ristori nel ruolo di Elettra, ottiene il suo primo successo nel teatro tragico.

Salvini nella sua recitazione scuote il pubblico, come scrive il Jarro.
«Tommaso Salvini recava al pubblico una parola d'arte nuova: arte che suscitava fremiti ne' vecchi e nei giovani»
La compagnia prosegue la stagione a Trieste dove gli viene negato il visto, ne riporta una dettagliata e colorita descrizione il Jarro che la colloca temporalmente nell'intorno del 1850 e non nel 1847.

L'anno successivo 1848, con un viaggio di fortuna da Palermo causato dal blocco dei vaporetti attuato da Ferdinando II per le sommosse sorte nel frattempo sull'isola, la compagnia sbarca a Civitavecchia e arriva a Roma. Qui il diciannovenne Salvini, oltre che attore, diventa patriota.